# Buffard
Buffard település Franciaországban, Doubs megyében. Lakosainak száma 190 fő (2022. január 1.). Buffard Liesle, Rennes-sur-Loue, Champagne-sur-Loue és Port-Lesney községekkel határos.

## Népesség
A település népességének változása:
| Lakosok száma | 149  | 126  | 147  | 156  | 151  | 149  | 169  | 181  | 188  | 190  |
|               | 1968 | 1982 | 1990 | 2006 | 2013 | 2015 | 2017 | 2019 | 2020 | 2022 |